# Stanisław Koszowski
Stanisław Koszowski byl rakouský politik polské národnosti z Haliče, během revolučního roku 1848 poslanec Říšského sněmu.

## Biografie
Roku 1849 se uvádí jako Stanisl. Koszkowski, hospodář v obci Lanovyči (Lanowiec).
Během revolučního roku 1848 se zapojil do veřejného dění. Ve volbách roku 1848 byl zvolen i na ústavodárný Říšský sněm. Zastupoval volební obvod Sambir. Tehdy se uváděl coby hospodář. Náležel ke sněmovní levici.